# Crematogaster armandi
Crematogaster armandi är en myrart som beskrevs av Auguste-Henri Forel 1921. Crematogaster armandi ingår i släktet Crematogaster och familjen myror. Inga underarter finns listade i Catalogue of Life.